# Saint-Germain-du-Pert
Saint-Germain-du-Pert é uma comuna francesa na região administrativa da Normandia, no departamento Calvados. Estende-se por uma área de 6,13 km². Em 2010 a comuna tinha 178 habitantes (densidade: 29 hab./km²).